# Date rape
Il date rape è una forma di violenza sessuale messa in atto da parte di conoscenti o da parte della persona con la quale si sta uscendo. Le due accezioni sono usate come sinonimi, ma il date rape è un concetto più specifico, che si riferisce a uno stupro in cui c'è stata una sorta di relazione romantica o potenzialmente sessuale tra le due parti. Infatti, lo stupro da parte di conoscenti includerebbe anche gli stupri in cui la vittima e il carnefice non hanno avuto una relazione romantica o sessuale, ad esempio i colleghi di lavoro o i vicini di casa. Dal 1980, il date rape ha rappresentato la forma principale di stupro in alcuni paesi. Il date rape è particolarmente diffuso nei campus universitari e spesso comporta il consumo di alcol o di droghe da stupro. L'età di picco per le vittime è dalla tarda adolescenza ai primi vent'anni.

## Definizione
Una delle caratteristiche del date rape è che nella maggior parte dei casi la vittima, di sesso femminile, conosce lo stupratore, e lo stupro avviene nel contesto di una relazione romantica o sessuale effettiva o potenziale tra le parti, o quando tale relazione è giunta al termine. L'autore del reato può usare l'intimidazione fisica o psicologica per costringere una vittima a fare sesso contro la sua volontà, oppure ha rapporti sessuali con una persona che non è in grado di dare il consenso, ad esempio, perché inabilitata dall'alcol o da altre droghe. Secondo il Bureau of Justice Statistics (BJS) degli Stati Uniti, i date rape sono tra le forme più comuni di stupro.
Il fenomeno del date rape è relativamente nuovo. Storicamente, il date rape è stato considerato meno grave dello stupro da parte di uno sconosciuto. È stato sempre più visto come un problema che coinvolge l'atteggiamento della società nei confronti delle donne e come una forma di violenza contro le donne. È controverso, tuttavia, perché alcune persone che sono convinte che il problema sia sopravvalutato e che molte vittime di stupro siano in realtà consenzienti.
Nel suo libro del 1992 Sex and Reason il giurista, teorico legale ed economista americano Richard Posner ha definito la crescente attenzione al date rape come un segno del cambiamento dello status delle donne nella società americana, sottolineando che la datazione stessa è una caratteristica delle società moderne e che ci si può aspettare che lo stupro sia frequente in una società in cui la morale sessuale varia tra il permissivo e il repressivo.

## Prevalenza
Il concetto di data rape è nato negli Stati Uniti, dove è stata condotta la maggior parte della ricerca al riguardo. Un adolescente su cinque è vittima di stupro di appuntamento.  La prevalenza dello stupro tra le donne statunitensi (la percentuale di donne che hanno subito uno stupro almeno una volta nella vita) è compresa tra il 15% e il 20%, con diversi studi in disaccordo tra loro. Uno studio del 1987 ha rilevato che una donna americana su quattro sarà vittima di uno stupro o di un tentativo di stupro nel corso della sua vita, e l'84% di queste sarà violentata da un suo conoscente. Tuttavia, solo il 27% delle donne americane, la cui violenza sessuale ha soddisfatto la definizione legale di stupro, pensa a se stessa come vittima di stupro e solo circa il 5% sporge denuncia.
Uno studio nei campus universitari americani ha rilevato che il 13% degli stupri da parte di conoscenti e il 35% dei tentati stupri da parte di conoscenti hanno avuto luogo durante un appuntamento. Un altro ha rilevato che il 22% delle donne vittime di stupro erano state violentate da una persona con la quale si uscivano e un altro 20% da un coniuge od ex coniuge.  Uno studio americano del 2007 ha rilevato che gli studenti neri non ispanici avevano maggiori probabilità di essere vittime di date rape, seguiti dagli studenti ispanici e dagli studenti bianchi non ispanici.
I tassi di stupro sono relativamente bassi in Europa rispetto agli Stati Uniti.
Il tasso di stupri denunciati è molto più basso in Giappone che negli Stati Uniti. In un articolo del 1993 il sociologo e criminologo tedesco Joachim Kersten ha suggerito che il date rape potrebbe essere meno diffuso in Giappone rispetto agli Stati Uniti perché la cultura giapponese pone una minore enfasi sull'amore romantico e sugli appuntamenti, e perché i giovani giapponesi hanno meno privacy fisica rispetto alle loro controparti americane. Nel suo libro del 2007 Kickboxing Geishas: How Modern Japanese Women Are Changing Their Nation, la femminista americana Veronica Chambers si chiede se il date rape sia sottostimato in Giappone perché non viene ancora riconosciuto come stupro. Nel libro del 2011 Transforming Japan: How Feminism and Diversity Are Making a Difference la femminista giapponese Masaki Matsuda ha sostenuto che lo stupro stava diventando un problema crescente per gli studenti universitari e delle scuole superiori giapponesi.
Uno studio del 2007 sugli atteggiamenti nei confronti dello stupro tra gli studenti universitari in Corea del Sud ha rilevato che il date rape era "raramente riconosciuto" come una forma di stupro e che il sesso forzato entro un appuntamento non era visto come traumatizzante o criminale.
Il date rape è generalmente sottostimato in Vietnam.
Nel 2012, il 98% degli stupri denunciati in India sono stati commessi da qualcuno noto alla vittima.

## Terminologia
La prima apparizione del termine stupro in un libro è datata 1975, in Against Our Will: Men, Women and Rape della giornalista femminista americana, autrice ed attivista Susan Brownmiller. La frase era già apparsa in precedenza in alcuni articoli di giornale, ma questi giornali avevano un pubblico molto limitato. L'eminente avvocatessa femminista americano-britannica Ann Olivarius ha reso popolare la locuzione "date rape" in una sequela di conferenze pubbliche all'Università di Yale quand'era una studentessa, per descrivere lo strangolamento e lo stupro di una donna da parte di un gerontologo, il dottor Calvin Hirsch, al dipartimento di polizia di Yale. Nel 1980 è stato usato nella rivista Mademoiselle, nel 1982 la rivista Ms. ha pubblicato un articolo intitolato "Date Rape: A Campus Epidemic?", e nel 1984 il romanziere inglese Martin Amis ha usato il termine nel suo romanzo Money: A Suicide Note. Uno dei primi e più importanti ricercatori sul campo è Mary Koss, che nel 1987 condusse il primo studio nazionale su larga scala negli Stati Uniti, intervistando 7.000 studenti in 25 scuole, al quale a volte è accreditata l'origine della locuzione date rape.

## Nei media e nella cultura popolare
Lo stupro è stato ampiamente discusso nei campus universitari del Nord America durante gli anni Ottanta, ma ha attirato per la prima volta l'attenzione dei media nel 1991, quando una donna di 29 anni ha accusato William Kennedy Smith, nipote dell'ex presidente John F. Kennedy, del senatore Robert F. Kennedy e del senatore Ted Kennedy, di averla violentata sulla spiaggia dopo essersi incontrati in un bar della Florida. Milioni di persone hanno guardato il processo in televisione. Nel 1991, Katie Koestner si fece avanti pubblicamente sulla sua esperienza con lo stupro. Koestner è apparsa sulla copertina della rivista Time, è apparsa in spettacoli come Larry King Live e The Oprah Winfrey Show. I suoi sforzi hanno contribuito a dare un volto umano alle vittime di stupro e hanno contribuito a portare il termine nell'uso comune. Koestner è apparsa in uno speciale della HBO del 1993, No Visible Bruises: The Katie Koestner Story come parte della serie, Lifestories: Families in Crisis. La band ska britannica The Special AKA, con Rhoda Dakar, pubblicò il singolo The Boiler nel 1982, che parla di una donna violentata da una caldaia; il singolo raggiunse la posizione numero 35 nelle classifiche inglesi. La band hip hop A Tribe Called Quest ha proposto una canzone intitolata "The Infamous Date Rape", inclusa nel loro album The Low End Theory, che è stato pubblicato poco dopo l'incidente di William Kennedy Smith. Il gruppo ska punk statunitense Sublime pubblicò una canzone umoristica intitolata "Date Rape" nel 1991. La canzone termina con lo stupratore che viene mandato in prigione e violentato analmente da un altro detenuto. Il date rape ha ricevuto più attenzione da parte dei media nel 1992, quando l'ex pugile Mike Tyson è stato condannato per violenza sessuale, dopo aver invitato la 18enne Desiree Washington a una festa, per poi violentarla in albergo.